# Michael Misick

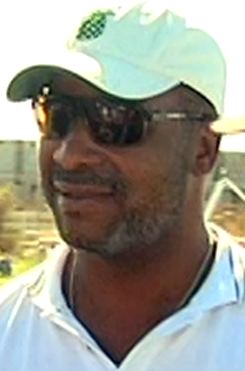
Michael Misick (2008)

Michael Eugene Misick (* 2. Februar 1966 in Bottle Creek, North Caicos) ist ein Politiker der Progressive National Party (PNP) der Turks- und Caicosinseln, der unter anderem zwischen 2003 und 2009 Chief Minister beziehungsweise Premierminister der Turks- und Caicosinseln war.

## Leben

### Berufliche Laufbahn, Abgeordneter und Minister
Misick, jüngstes Kind von Charles Misick, besuchte die Grundschule in North Caicos und danach die Turks and Caicos High School, aus der die heutige Helena Jones Robinson High School hervorging. Im Anschluss absolvierte er ein Wirtschaftsstudiengang am Miami Lakes Technical Institute, das er mit einem Zertifikat beendete. Er was im Anschluss zwischen 1984 und 1986 Verkaufsleiter sowie von 1986 bis 1988 Geschäftsführender Direktor der Prestigious Properties Ltd., ehe er zwischen 1988 und 1991 Vorstandsvorsitzender und Chief Executive Officer (CEO) des Grundstücks- und Finanzdienstleistungsunternehmens Paramount Group of Companies war. Daneben begann er ein Studium der Rechtswissenschaften an der University of Buckingham, welches er mit einem Bachelor of Laws (LL.B.) abschloss. Er erhielt eine anwaltliche Zulassung als Barrister in England und Wales sowie als Rechtsanwalt (Attorney-at-Law) auf den Turks- und Caicosinseln und wurde auch Mitglied der Anwaltskammer (Inns of Court) von Lincoln’s Inn.
1991 wurde Misick für die Progressive National Party (PNP) zudem erstmals zum Mitglied des Parlaments (Legislative Council) gewählt und übernahm unmittelbar darauf den Posten als Minister für Tourismus, Transport und Kommunikation im Kabinett seines älteren Bruders Washington Misick, der von April 1991 bis zum 3. Februar 1995 Chief Minister des in der Karibik liegenden britischen Überseegebiets war. 1995 wurde er erneut ins Parlament gewählt und löste im März 2002 seinen älteren Bruder als Führer der PNP sowie als Oppositionsführer ab.

### Chief Minister und Premierminister
Nachdem die PNP bei den Wahlen im April 2003 zunächst sechs der 13 Mandate im Parlament gewonnen hatte, gewann sie bei einer Nachwahl am 7. August 2003 zwei weitere Mandate und verfügte somit über eine Mehrheit gegenüber der bislang regierenden People’s Democratic Movement (PDM) von Chief Minister Derek Taylor, die nur noch über fünf Mandate verfügte. Daraufhin übernahm Misick am 16. August 2003 selbst das Amt des Chief Minister der Turks- und Caicosinseln sowie zugleich als zuständiger Minister für Zivilluftfahrt, Handel, Entwicklung, Distriktverwaltung, Rundfunkkommission, Tourismusbehörde, Investitionsagentur sowie Tourismus, während Floyd Hall Finanzminister wurde. Nach Inkrafttreten einer neuen Verfassung wurde Misick am 9. August 2006 erster Premierminister der Turks und Caicos Inseln.
Am 7. Januar 2007 rief Misick Neuwahlen für den 9. Februar 2007 aus. Bei diesen Wahlen errang seine PNP 13 der 15 Sitze im House of Assembly und damit den größten Wahlsieg in der Geschichte der Inseln, wodurch er in seinem Amt als Premierminister bestätigt wurde. Am 12. Februar 2009 trat der für Einwanderung, Arbeit, Feuerschutz, Haftanstalten, Naturkatastrophen, Straßensicherheit, Geburts- und Sterberegister, Notfall-, Such- und Rettungsdienste, Kadettenprogramme sowie die Küstenwache zuständige Minister für Inneres und öffentliche Sicherheit Galmo Williams von seinen Ministerämtern zurück, woraufhin Lillian Boyce diese Ministerämter übernahm. Am 13. Februar 2009 trat zudem der bisherige stellvertretende Premierminister und Finanzminister Floyd Hall zurück. Premierminister Misick kündigte daraufhin für den 31. März 2009 seinen eigenen Rücktritt an und übernahm vorübergehend selbst das Amt des Finanzministers, während Innenministerin Lillian Boyce zugleich stellvertretende Premierministerin wurde.
Am 28. Februar 2009 gewann Galmo Williams nach drei Wahlgängen die Position als Führer der Progressive National Party (PNP) und wurde damit Nachfolger Misicks als Parteivorsitzender. Am 16. März 2009 kündigte Gouverneur Gordon Wetherell aufgrund „klarer Anzeichen für Korruption“ in der Regierung Misick Pläne für eine teilweise Suspendierung der Verfassung an, wonach Kabinett und Parlament aufgelöst werden und deren Machtbefugnisse vom Gouverneur mit der Unterstützung eines Beratungsgremiums für zwei Jahre übernommen werden sollten. Nach intensivem Druck von PNP-Mitgliedern trat Misick entgegen seinen ursprünglichen Absichten bereits vorzeitig am 23. März 2009 zurück, woraufhin Williams am Nachmittag des 23. März 2009 den Amtseid als Premierminister ablegte und der zweite Premierminister der Turks- und Caicosinseln wurde. Am 27. März 2009 wurde das Kabinett vereidigt, dem Royal Robinson als Finanzminister und Karen Delancy Innenministerin angehörten.

### Verhaftung wegen Korruptionsvorwürfen
Nach weiteren Ermittlungen schlug im September 2010 ein Bericht der von Gouverneur Wetherell eingesetzten Untersuchungskommission vor, wegen möglicher Korruption und Machtmissbrauchs eine strafrechtliche Untersuchung gegen Misick einzuleiten. Im Juni 2011 wurden seine Konten aufgrund eines Gerichtsbeschlusses eingefroren. Am 7. Dezember 2012 wurde Misick nach einer Fahndung durch die Interpol auf dem Flughafen Rio de Janeiro-Santos Dumont vor der Weiterreise nach São Paulo verhaftet, nachdem der Präsident des Obersten Gerichtshofes Brasiliens (Supremo Tribunal Federal), Ricardo Lewandowski, auf Antrag des Vereinigten Königreichs am 22. November 2011 einen Haftbefehl erlassen hatte.
Am 7. Januar 2014 wurde Misick auf die Turks und Caicos Inseln überstellt und im Hauptquartier der Polizei verhört. Nachdem er sich danach kurz in der Haftanstalt (Her Majesty’s Prison) auf Grand Turk Island befunden hatte, wurde er am 13. Januar 2014 bis zu einem möglichen Gerichtsverfahren entlassen.
Michael Misick heiratete am 8. April 2006 die US-amerikanische Schauspielerin LisaRaye McCoy, wobei diese Ehe bereits am 21. Dezember 2008 wieder geschieden wurde.